# Víctor Pecci
Víctor Pecci (ur. 15 października 1955 w Asunción) – paragwajski tenisista, finalista French Open 1979, reprezentant kraju w Pucharze Davisa.

## Kariera tenisowa
Zaliczany do czołowych juniorów, do grona zawodowców dołączył w połowie lat 70., w 1975 awansując na 55. miejsce w rankingu ATP (piąty tenisista na świecie do lat 21). Rok później przebił się już do czołowej czterdziestki klasyfikacji komputerowej, a na liście Grand Prix, m.in. dzięki wygranej turniejowej w Berlinie Zachodnim, uplasował się na miejscu 20. Wygrał w 1976 również turniej ATP w Madrycie. W kolejnych latach pozostawał regularnie w gronie pięćdziesięciu najlepszych tenisistów, notując takie sukcesy, jak finał w Monachium (1977), Buenos Aires i Santiago (1978) oraz wygrana w Bogocie (1978).
Największy sukces w karierze Pecci odniósł wiosną 1979 na paryskich kortach im. Rolanda Garrosa. Do wielkoszlemowego French Open przystąpił jako zawodnik nierozstawiony, ale zdążył już zwrócić w sezonie na siebie uwagę wygraną turniejową w Nicei, gdzie w finale okazał się lepszy od Johna Alexandra. W Paryżu w pierwszej rundzie pokonał reprezentanta gospodarzy François Jauffreta, następnie Czechosłowaka Pavela Složila. Od trzeciej rundy rozpoczął serię pojedynków z graczami rozstawionymi, po kolei z Włochem Corradem Barazzuttim (nr 15), Amerykaninem Haroldem Solomonem (nr 6), Argentyńczykiem Guillermem Vilasem (nr 3), w półfinale z Amerykaninem Jimmym Connorsem (nr 2). W finale Pecci nie sprostał obrońcy tytułu Björnowi Borgowi, przegrywając 3:6, 1:6, 7:6, 4:6; urwany Borgowi w finale set był jednym z zaledwie trzech, jakie Szwed oddał w Paryżu w tej edycji mistrzostw.
Dobre występy Paragwajczyka w 1979 nie zakończyły się na Paryżu. Pecci był jeszcze w finale londyńskiego Queen’s Clubu (na trawie), gdzie musiał uznać wyższość Johna McEnroe, ale wcześniej wyeliminował m.in. dawnego mistrza Wimbledonu Arthura Ashe, w finale w Waszyngtonie (decydujący mecz poddał Vilasowi, nękany kurczami mięśni), dołożył również dwa dalsze tytuły Grand Prix w Ameryce Południowej (Quito i Bogota) oraz finał w Johannesburgu (przegrany do Andrew Pattisona). Rezultaty te dały mu awans na najwyższą w karierze pozycję rankingową – w kwietniu 1980 został sklasyfikowany na 9. miejscu notowania ATP World Tour. W cyklu Grand Prix 1979 uplasował się na miejscu 10.
Wbrew oczekiwaniom po 1979 nie nastąpił dalszy rozwój kariery Pecciego. Zawodnik grywał najchętniej w mniejszych turniejach rozgrywanych w Ameryce Południowej, zdobywając kolejne tytuły (Santiago 1980, Viña del Mar 1981). W 1981 jeszcze raz startował udanie w turniejach europejskich na kortach ziemnych, wygrywając w Bournemouth (w finale z Balázsem Taróczym) i zaliczając finał międzynarodowych mistrzostw Włoch w Rzymie (wyeliminował m.in. Gerulaitisa i Vilasa, przegrał z José Luisem Clerkiem). Na French Open 1981 doszedł do półfinału, pokonując m.in. w czwartej rundzie Wojciecha Fibaka i w ćwierćfinale Yannicka Noaha. W półfinale jeszcze raz nie sprostał Borgowi, który w tym sezonie wygrał Roland Garros po raz szósty i ostatni.
Ostatnie turniejowe zwycięstwo Paragwajczyka w singlu miało miejsce w 1983, kiedy w finale w Viña del Mar pokonał on Jaime Fillola. Pecci odniósł również szereg sukcesów w deblu, wygrał łącznie 12 turniejów i w dalszych 6 dochodził do finału. Najlepsze sezony deblowe w jego karierze to rok 1978, kiedy triumfował w pięciu turniejach (w każdym z nich z innym partnerem oraz 1983, kiedy wygrał trzy imprezy (wszystkie z rodakiem Franciskiem Gonzálezem). Także w tych dwóch sezonach był w deblowych ćwierćfinałach w Wielkim Szlemie – w 1978 na US Open z Kimem Warwickiem (ulegli Fibakowi i Okkerowi), w 1983 na French Open z Gonzálezem. Dwukrotnie Pecci wygrywał w grze podwójnej turniej w Rzymie, w 1978 z Belusem Prajoux i w 1983 z Franciskiem Gonzálezem.
Przez lata Pecci był regularnym reprezentantem Paragwaju w Pucharze Davisa. Debiutował w 1982, a ostatni raz wystąpił w 1990, notując bilans 28 zwycięstw i 17 porażek (w grze pojedynczej – 17 zwycięstw i 10 porażek). Miał znaczący wkład w awans Paragwaju do najwyższej klasy Pucharu Davisa – grupy światowej – w 1982, a w kolejnych sezonach przyczynił się kilkakrotnie do awansu do ćwierćfinału rozgrywek. W ramach Pucharu Davisa pokonał m.in. Tomáša Šmída (Czechosłowacja), Thierry’ego Tulasne’a, Yannicka Noaha i Henriego Leconte’a (Francja), Johna Fitzgeralda (Australia), Chrisa Lewisa i Kelly’ego Everndena (Nowa Zelandia). W 1987 w pierwszej rundzie Pucharu Davisa Paragwaj wyeliminował USA, a Pecci pokonał zarówno Jimmy’ego Ariasa, jak i Aarona Kricksteina. Pecci, razem z Franciskiem Gonzálezem, tworzył najskuteczniejszą parę deblową w historii startów Paragwaju w Pucharze Davisa. Osiągnięcia singlowe Pecciego poprawił w reprezentacji na przełomie XX i XXI wieku Ramón Delgado.
Pecci był zawodnikiem praworęcznym; wysoki (193 cm), słynął z potężnego serwisu. Dzięki finałowi wielkoszlemowemu uważany jest za najwybitniejszego tenisistę w historii sportu paragwajskiego, ale zarazem ma opinię talentu nie do końca spełnionego. Znany jako miłośnik nocnego życia, szybkich samochodów, hazardu karcianego, z kolczykiem w uchu (jako jeden z pierwszych tenisistów), nie koncentrował się wyłącznie na treningach. Na przeszkodzie rozwojowi kariery Pecciego stanęła także decyzja, by grać przede wszystkim w turniejach południowoamerykańskich, gdzie obsada nie była najlepsza.

## Osiągnięcia w turniejachwielkoszlemowych
- French Open
  - gra pojedyncza – finał 1979

## Finały singlowe w turniejach wielkoszlemowych
- French Open 1979 – 3:6, 1:6, 7:6, 4:6 z Björnem Borgiem

## Zwycięstwa turniejowe
- gra pojedyncza
  - 1976 Berlin, Madryt
  - 1978 Bogota
  - 1979 Bogota, Nicea, Quito
  - 1980 Santiago
  - 1981 Bournemouth, Viña del Mar
  - 1983 Viña del Mar
- gra podwójna
  - 1976 São Paulo (z Lito Alvarezem)
  - 1978 Louisville (z Wojciechem Fibakiem), Santiago (z Hansem Gildemeisterem), Mediolan (z José Higuerasem), Rzym (z Belusem Prajoux), Wiedeń (z Balázsem Taróczym)
  - 1981 Bournemouth (z Ricardo Cano)
  - 1983 Florencja, Rzym, Wenecja (wszystkie z Franciskiem Gonzálezem)
  - 1985 Waszyngton (z Hansem Gildemeisterem)

## Finały turniejowe
- gra pojedyncza
  - 1977 Monachium
  - 1978 Buenos Aires, Santiago
  - 1979 Johannesburg, Londyn (Queen’s Club), French Open, Waszyngton
  - 1980 Quito
  - 1981 Viña del Mar, Rzym
  - 1984 Kitzbuehel
  - 1985 Nicea
- gra podwójna
  - 1976 North Conway (z Ricardo Cano)
  - 1978 Bogota (z Hansem Gildemeisterem), Hamburg (z Antonio Muñozem)
  - 1979 Monte Carlo (z Balázsem Taróczym)
  - 1980 Palermo (z Balázsem Taróczym)
  - 1984 Barcelona (z Martínem Jaite)